# Il grido del lupo (film)
Il grido del lupo è un film giallo statunitense del 1947 diretta da Peter Godfrey e interpretato da Errol Flynn e Barbara Stanwyck ispirato all'omonimo romanzo di Marjorie Carleton del 1945.

## Trama
Sandra Marshall, la vedova del proprietario della tenuta isolata di Caldwell, arriva per rivendicare l'eredità del suo defunto marito, James Caldwell, sposato in segreto e morto di recente. Riceve una fredda accoglienza, specialmente da parte dello zio del marito, lo scienziato Mark Caldwell, che non le crede, ma accetta di ospitarla in attesa di ottenere conferma delle sue affermazioni. Sandra fa amicizia con la cognata Julie, la sorella di James, che sembra quasi segregata nella villa. E lei che le racconta dei strani rumori provenienti dai laboratori della tenuta e Sandra decide di indagare.